# Galdogob
Galdogob (ook: Goldogob) is de hoofdstad van het District Galdogob, regio Mudug, in Puntland, Somalië. Galdogob ligt in een droge savanne/steppe, op loopafstand van de Ethiopische grens, hemelsbreed ca. 53 km ten noordwesten van Mudug's hoofdstad Galcaio.
Galdogob ligt strategisch als de Somalische toegangspoort naar de Ogaden-steppe in Ethiopië die door etnische Somaliërs wordt bewoond en die van groot belang is voor de nomadische levensstijl van de bevolking aan beide zijden van de grens. Vanuit het stadje vertrekken veel bussen en vrachtwagens naar Ethiopië.

## Geschiedenis
Galdogob werd gesticht in 1945 en werd na 33 jaar (1978) erkend als een district in de regio Mudug. De stad kende een gewelddadige episode onder het regime van Siad Barre, toen er in de nasleep van de Ogaden-oorlog tussen Ethiopië en Somalië (1977-1978) nog jarenlang incidenten bleven in de grensstreken. In juli 1982 brak de Ethiopisch-Somalische grensoorlog uit en bezetten Somalische rebellen van het Somali Salvation Democratic Front (SSDF) Galdogob (en Balanbale in Galguduud), geholpen door de Ethiopische strijdkrachten en Cubaanse en Russische adviseurs. De Somalische bevolking vluchtte en het leger groef een paar kilometer verderop loopgraven, maar de SSDF en de Ethiopiërs lieten het bij deze twee stadjes en rukten niet verder op. Pas toen Siad Barre en de Ethiopische leider Mengistu in 1988 een vredesakkoord ondertekenden trokken de Ethiopiërs zich terug uit Galdogob.
Toen de noordoostelijke regio's van Somalië in 1998 Puntland uitriepen als autonoom gebied, kwam Galdogob onder Puntlands bestuur. In Puntland bleef het veel rustiger dan in de meer zuidelijke delen van Somalië, waar sinds 1991 een burgeroorlog woedt en waar van 1991 tot 2012 geen centrale regering was. Deze relatieve rust bespoedigde de economische ontwikkeling van Galdogob. Wel zijn er in het district regelmatig conflicten over weidegronden en de toegang tot water, maar dat is een constante factor in alle nomadische gebieden in Somalië.

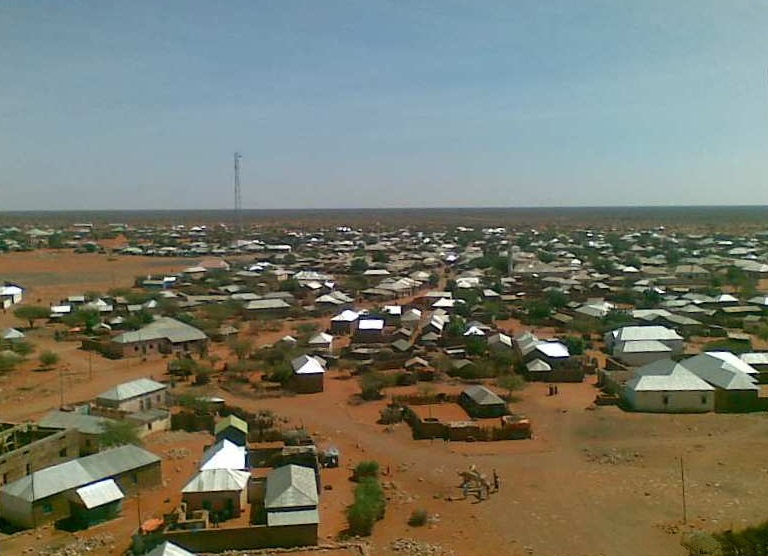
Galdogob

## Bevolking
Het aantal inwoners van Galdogob is volstrekt onduidelijk; de beschikbare bronnen geven zeer verschillende cijfers. UNDP schat het aantal rurale inwoners van het district Galdogob op 33.366 inwoners op een totaal van 40.433 inwoners (2005), derhalve 7067 stedelijke inwoners voor Galdogob (immers de enige 'stad' in het district). Met een geschatte bevolkingsgroei van 2,5% per jaar zouden dat in 2014 8826 inwoners zijn. Een andere bron noemt 30.000 voor de stad alleen (2009). Weer een andere bron noemt 140.000, ook voor de stad alleen (zonder aan te geven in welk jaar) of zelfs 200.000 (ook zonder jaartal). Gezien de omvang van Galdogob op luchtfoto's zijn de UNDP-cijfers waarschijnlijk het meest betrouwbaar.
 De stad wordt voornamelijk bewoond door de Leelkase, een subclan van de Darod, een van Somaliës hoofdclans. Vanwege de relatief goede veiligheidssituatie zijn ook Somaliërs uit andere delen van het land naar Galdogob gekomen. In de omgeving wonen veel leden van de Marehan, Madhiban, Tumal en Majerteen (sub)clans.

## Voorzieningen
Galdogob heeft ten minste 2 moskeeën (de Masjid Taqwa en Masjid Jaami'a), twee madrassa's (Koranscholen): Madrassa Umar Ibnul Khattaab en Madrassa Imaam Shafi'i, een bibliotheek (de Nasrudiin-library), een relatief groot ziekenhuis, een viertal lagere scholen (waaronder de Imaamunawawien, Kulmiye en Al-Nur school) en 2 middelbare scholen (o.a. de Ain Shams school). Hoger onderwijs wordt verzorgd door de East Africa University die in Galdogob een van zijn zes campussen heeft. De watervoorziening in de stad wordt verzorgd door Galdogob Water System (GWS) en werd aangelegd door UNICEF. Ook is er 24 uur elektriciteit per dag, verzorgd door SOMTEL, alsmede betrouwbare telecommunicatie door Golis Telecom Somalia. Er zijn internetcafés en money transfer bedrijven zoals de "Tawakal Bank". Ook heeft de stad twee radiozenders: Vanaf 2004 opereert Radio Daljir, die ook enkele uren per dag de Voice of America uitzendt. Voorts is er Radio Al Hikmah met o.m. islamitisch-religieuze programma's. Beide stations zijn commercieel (privaat) van aard.

## Economie en vervoer
Het district Galdogob leeft voornamelijk van nomadische veeteelt en de voornaamste economische activiteit bestaat uit het houden van geiten, schapen en kamelen. De stad fungeert als handelscentrum voor vee. Omdat de wegverbindingen in het gebied zo slecht zijn, ontstonden lokale initiatieven zoals het Wadaagsin-project om hierin verbetering te brengen. De Wadaagsin-weg moet Galdogob verbinden met Galcaio, Jariban en Garacad aan de Indische Oceaan. De werkzaamheden aan het 80 km lange gedeelte tussen Galdogob en Galcaio startten in januari 2013.
Galdogob heeft geen vliegveld of airstrip, maar sommige bronnen maken wel melding van de aanleg van een vliegveld bij Galdogob, of van plannen die daarvoor zouden bestaan. Het is evenwel niet zeker of dit juist is.

## Klimaat
Galdogob heeft een steppeklimaat. De gemiddelde jaartemperatuur is 26,9 °C. Mei is de warmste maand, gemiddeld 28,4 °C; januari is de koelste, gemiddeld 24,8 °C. De jaarlijkse regenval bedraagt ca. 158 mm. Van december t/m maart en juli t/m september zijn er twee droge seizoenen en valt er vrijwel geen regen. Er zijn ook twee regenseizoenen: april/mei en oktober met 35–50 mm neerslag/maand.